# Bet El
Bet El (en hebreu: בֵּית אֵל) és un assentament israelià que està situat en l'Àrea de Judea i Samaria. Va ser fundat en l'any 1977, i fou declarat consell local en 1997. Segons l'Oficina Central d'Estadístiques d'Israel, en 2015 comptava amb una població total de 6.046 habitants.